# أنبوب كاميرا الفيديو

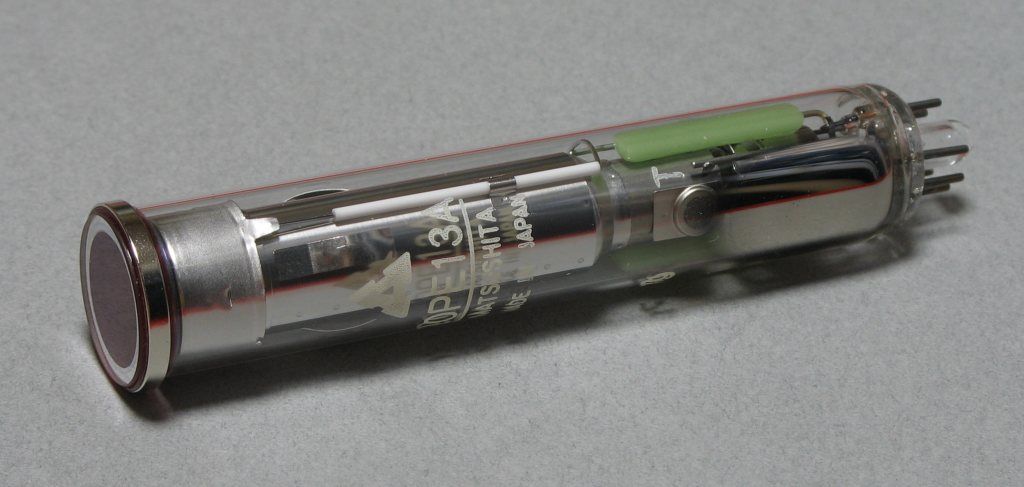
أنبوب فيديكون (في القطر)

أنابيب كاميرات الفيديو أو أنبوب الصورة ( بالانجليزية:Video camera tubes) هي عبارة عن أجهزة تعتمد على أنبوب أشعة الكاثود الذي تم استخدامه في كاميرات التلفزيون لالتقاط الصور التلفزيونية.
قبل إدخال مستشعرات تصور الجهاز المقترن بالشحن في الثمانينيات. تم استخدام عدة أنواع مختلفة من الأنابيب منذ أوائل الثلاثينيات وحتى أواخر التسعينيات.
في هذه الأنابيب، تم مسح أشعة الكاثود عبر صورة المشهد المراد بثها. كان التيار الناتج يعتمد على سطوع الصورة على الهدف. كان حجم الشعاع الضارب صغيرًا مقارنةً بحجم الهدف، مما يسمح بـ 483 خط مسح أفقي لكل صورة بتنسيق إن تي إس سي، و 576 خطًا في بال،  وما يصل إلى 1035 خطًا في HiVision.

## أنبوب أشعة الكاثود
يُعرف أي أنبوب مفرغ يعمل باستخدام حزمة مركزة من الإلكترونات، والتي كانت تسمى في الأصل أشعة الكاثود، باسم أنبوب أشعة الكاثود (CRT). يُنظر إليها عادةً على أنها أجهزة عرض كما هي مستخدمة في أجهزة استقبال التلفزيون وشاشات الكمبيوتر الأقدم (أي غير المسطحة). أنابيب التقاط الكاميرا الموضحة في هذه المقالة هي أيضًا أنابيب CRT ، لكنها لا تعرض أي صورة.

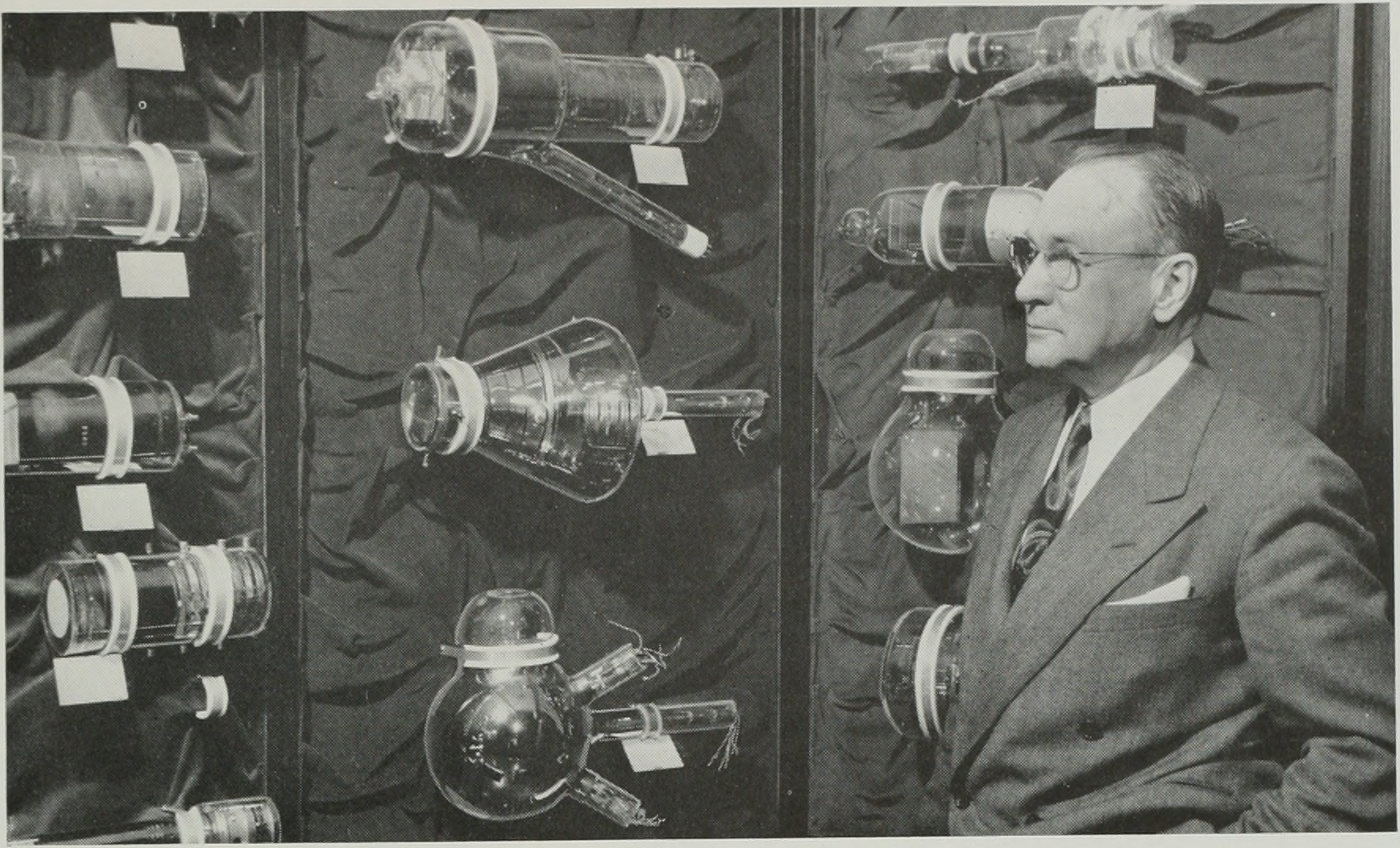
عرض لمجموعة متنوعة من أنابيب كاميرات الفيديو التجريبية المبكرة من عام 1954 ، مع فلاديمير ك.زوريكين الذي اخترع الأيقونات

### البحث المبكر
في يونيو 1908، نشرت المجلة العلمية نيتشر رسالة ناقش فيها ألان أرشيبالد كامبل سوينتون، زميل الجمعية الملكية (المملكة المتحدة)، كيف يمكن تحقيق نظام تلفزيوني إلكتروني بالكامل باستخدام أنابيب أشعة الكاثود (أو أنابيب «براون»، بعد مخترعهم، كارل براون) كأجهزة تصوير وعرض. وأشار إلى أن «الصعوبات الحقيقية تكمن في ابتكار جهاز إرسال فعال»، وأنه من الممكن «عدم وجود ظاهرة كهروضوئية معروفة في الوقت الحالي ستوفر ما هو مطلوب». تم عرض أنبوب أشعة الكاثود بنجاح كجهاز عرض بواسطة البروفيسور الألماني ماكس ديكمان في عام 1906 ، ونشرت نتائجه التجريبية في مجلة ساينتفك أمريكان في عام 1909. توسع كامبل سوينتون فيما بعد في رؤيته في خطاب رئاسي ألقاه لجمعية رونتجن في نوفمبر 1911. كانت الشاشة الكهروضوئية في جهاز الإرسال المقترح عبارة عن فسيفساء من مكعبات الروبيديوم المعزولة. تم نشر مفهومه لنظام التلفزيون الإلكتروني بالكامل لاحقًا بواسطة هوغو جيرتزياك باسم «نظام المسح الإلكتروني كامبل سوينتون» في عدد أغسطس 1915 من المجلة الشعبية اكسبرمنتر.
في رسالة إلى نيتشر نُشرت في أكتوبر 1926، أعلن كامبل سوينتون أيضًا عن نتائج بعض «التجارب غير الناجحة جدًا» التي أجراها مع G.M Minchin و J.C.M Stanton. لقد حاولوا توليد إشارة كهربائية عن طريق عرض صورة على صفيحة معدنية مغلفة بالسيلينيوم تم مسحها ضوئيًا في نفس الوقت بواسطة حزمة أشعة الكاثود.  وقد أجريت هذه التجارب قبل مارس 1914، عندما توفي منيشن،  ولكنها تكررت لاحقا من قبل فريقين مختلفين في عام 1937، من خلال H. ميلر وغريب من اس ام اي،  وعلماء المسلمين و. روز من شركة راديو أمريكا (RCA). نجح كلا الفريقين في إرسال صور «باهتة جدًا» باستخدام لوحة كامبل سوينتون الأصلية المطلية بالسيلينيوم، ولكن تم الحصول على صور أفضل بكثير عندما تمت تغطية الصفيحة المعدنية بكبريتيد الزنك أو السلينيد،  أو بالألمنيوم أو أكسيد الزركونيوم المعالج سيزيوم. ستشكل هذه التجارب أساس (vidicon) المستقبلي. ظهر وصف لجهاز التصوير CRT أيضًا في طلب براءة اختراع قدمه ادورد جوستاف شلوتر في فرنسا في أغسطس 1921، وتم نشره في عام 1922،  على الرغم من عدم عرض جهاز يعمل إلا بعد بضع سنوات.

### محلل الصورة

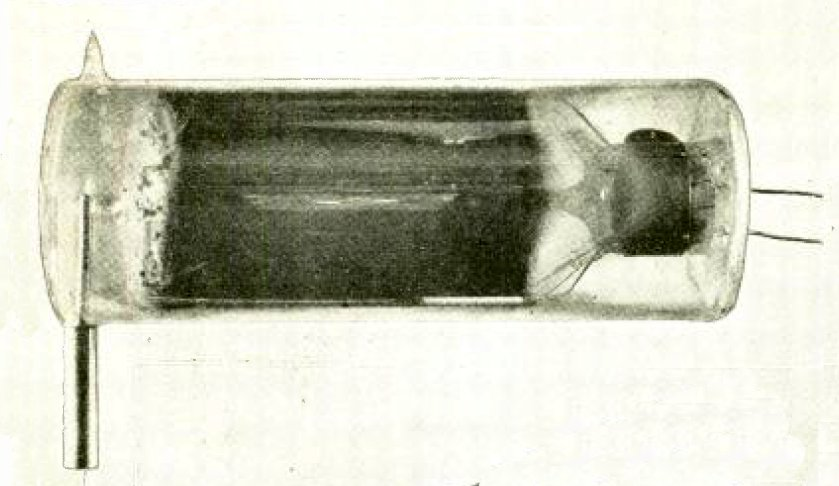
أنبوب تشريح الصورة فارنسورث من عام 1931

تشريح الصورة عبارة عن أنبوب كاميرا يقوم بإنشاء «صورة إلكترونية» لمشهد من انبعاثات الكاثود الضوئي (الإلكترونات) التي تمر عبر فتحة مسح ضوئي إلى أنود يعمل ككاشف للإلكترون. كان من بين أول من صمم مثل هذا الجهاز المخترعين الألمان ماكس ديكمان ورودولف هيل،  الذين أطلقوا على طلب براءة الاختراع لعام 1925 (أنبوب محلل الصورة الكهروضوئي للتلفزيون). قد ينطبق المصطلح تحديدًا على أنبوب التشريح الذي يستخدم المجالات المغناطيسية لإبقاء صورة الإلكترون في بؤرة التركيز،  وهو عنصر يفتقر إليه تصميم ديكمان وهيل، وفي أنابيب التشريح المبكرة التي بناها المخترع الأمريكي فيلو فارنزوورث.
قدم ديكمان وهيل طلبهما إلى مكتب براءات الاختراع الألماني في أبريل 1925، وصدرت براءة اختراع في أكتوبر 1927. تم الإعلان عن تجاربهم على تشريح الصورة في المجلد 8 (سبتمبر 1927) من المجلة الشعبية ديسكفري  وفي عدد مايو 1928 من مجلة راديو شعبي. ومع ذلك، لم ينقلوا أبدًا صورة واضحة وجيدة التركيز باستخدام مثل هذا الأنبوب.
في يناير 1927، قدم المخترع الأمريكي ورائد التلفزيون فيلو تي فارنسورث طلبًا للحصول على براءة اختراع لنظامه التلفزيوني الذي تضمن جهازًا «لتحويل الضوء وتشريحه». تم نقل أول صورة متحركة لها بنجاح في 7 سبتمبر من عام 1927،  وتم إصدار براءة اختراع في عام 1930. قام فارنسورث بسرعة بإجراء تحسينات على الجهاز، من بينها إدخال مضاعف إلكترون مصنوع من النيكل  واستخدام «مجال مغناطيسي طولي» من أجل تركيز صورة الإلكترون بشكل حاد. تم عرض الجهاز المحسن للصحافة في أوائل سبتمبر 1928. أدى إدخال عامل متعدد العوامل في أكتوبر 1933  و «مضاعف الإلكترون» متعدد الدينود  جعل أداة تحليل الصور في فارنسورث أول نسخة عملية لجهاز تصوير إلكتروني بالكامل للتلفزيون. لسوء الحظ، كان لديها حساسية ضعيفة جدًا للضوء، وبالتالي فهي مفيدة في المقام الأول فقط عندما تكون الإضاءة عالية بشكل استثنائي (عادةً أكثر من 685 شمعة / م 2). ومع ذلك، كانت مثالية للتطبيقات الصناعية، مثل مراقبة الداخل المشرق للفرن الصناعي. نظرًا لضعف حساسيتها للضوء، نادرًا ما تستخدم أجهزة تشريح الصور في البث التلفزيوني، باستثناء مسح الفيلم والشفافية الأخرى.
في أبريل 1933، قدم فارنسورث طلب براءة اختراع بعنوان محلل الصورة، ولكنه في الواقع قدم تفاصيل عن أنبوب كاميرا من نوع CRT.  هذا من بين براءات الاختراع الأولى التي اقترحت استخدام شعاع مسح ضوئي «منخفض السرعة» وكان على RCA شرائه من أجل بيع أنابيب تقويم الصور للجمهور. ومع ذلك، لم ينقل فارنسورث أبدًا صورة واضحة ومركزة جيدًا باستخدام مثل هذا الأنبوب.

### التشغيل
يركز النظام البصري لمحلل الصورة الصورة على كاثود ضوئي مركب داخل فراغ عالي. عندما يضرب الضوء الكاثود الضوئي، تنبعث الإلكترونات بما يتناسب مع شدة الضوء (انظر التأثير الكهروضوئي). تنحرف صورة الإلكترون بأكملها وتسمح فتحة المسح فقط بالتقاط الإلكترونات المنبثقة من منطقة صغيرة جدًا من المسار الضوئي بواسطة الكاشف في أي وقت. الناتج من الكاشف هو تيار كهربائي يمثل حجمه مقياس سطوع المنطقة المقابلة من الصورة. تنحرف صورة الإلكترون بشكل دوري أفقيًا ورأسيًا («المسح النقطي») بحيث يقرأ الكاشف الصورة بأكملها عدة مرات في الثانية، مما ينتج عنه إشارة كهربائية يمكن نقلها إلى جهاز عرض، مثل شاشة CRT ، إلى إعادة إنتاج الصورة.
لا يحتوي محلل الصورة على خاصية " تخزين الشحن" ؛ يتم استبعاد الغالبية العظمى من الإلكترونات المنبعثة من الكاثود الضوئي من خلال فتحة المسح،  وبالتالي يتم إهدارها بدلاً من تخزينها على هدف حساس للصور، كما هو الحال في رمز المنظار أو تقويم الصورة (انظر أدناه)، والذي يمثل إلى حد كبير حساسية الضوء المنخفض.

## أيقونة

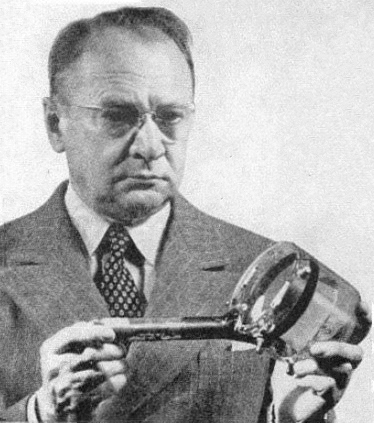
زوريكين يحمل أنبوبًا منظار الأيقونات

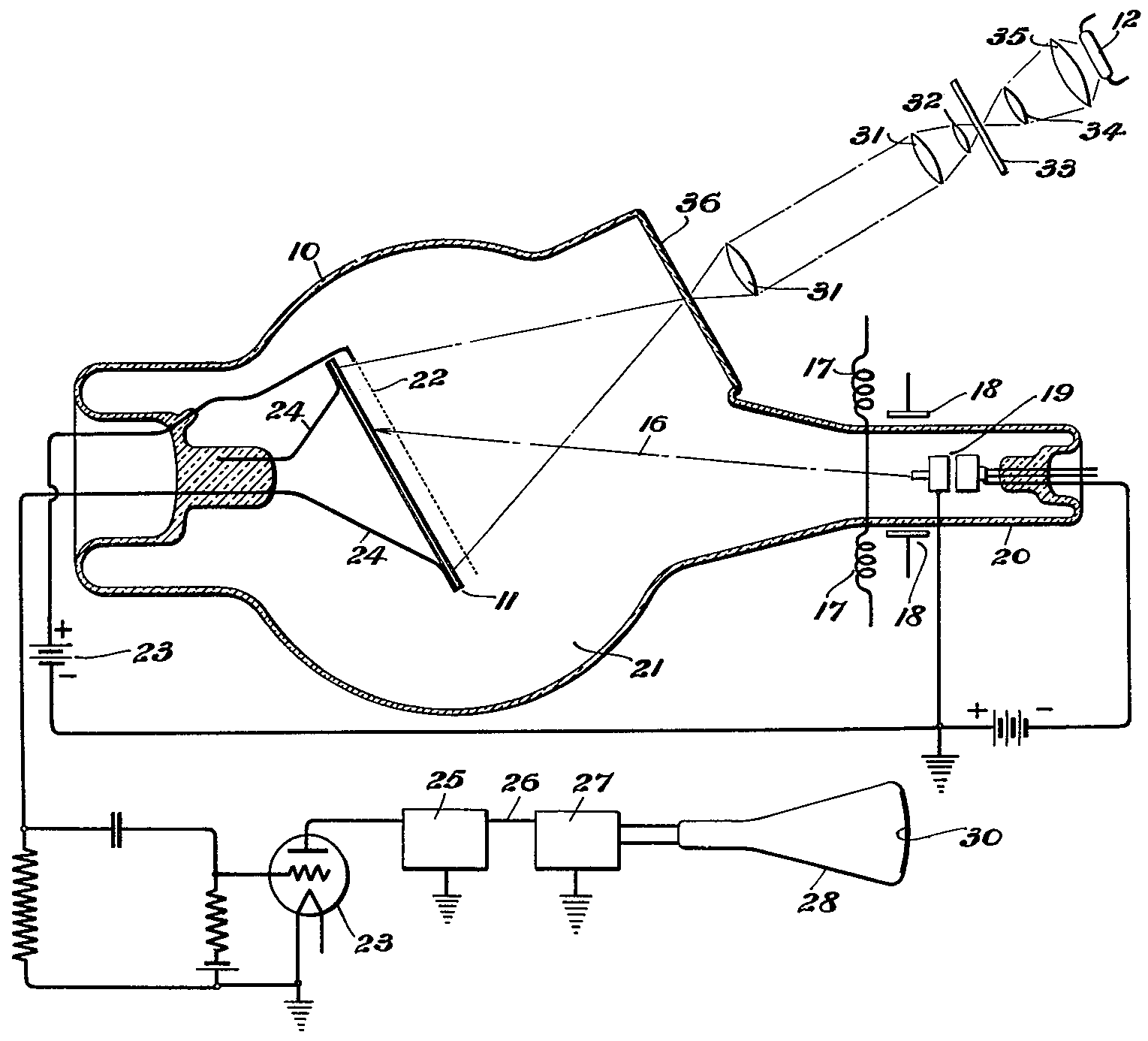
رسم تخطيطي لمنظار الأيقونات ، من براءة اختراع زوريكين عام 1931

إن منظار الأيقونات عبارة عن أنبوب كاميرا يعرض صورة على لوحة تخزين شحنة خاصة تحتوي على فسيفساء من حبيبات حساسة للضوء معزولة كهربائيًا مفصولة عن الصفيحة المشتركة بطبقة رقيقة من مادة عازلة، تشبه إلى حد ما شبكية العين البشرية وترتيبها مستقبلات الضوء. تشكل كل حبيبة حساسة للضوء مكثفًا صغيرًا يتراكم ويخزن الشحنة الكهربائية استجابةً للضوء الذي يضربها. تجتاح شعاع الإلكترون اللوح بشكل دوري، مما يؤدي إلى مسح الصورة المخزنة بشكل فعال وتفريغ كل مكثف بدوره بحيث يكون الناتج الكهربائي من كل مكثف متناسبًا مع متوسط شدة الضوء الذي يضربه بين كل حدث تفريغ.
بعد أن درس المهندس المجري كالمان تيهاني معادلات ماكسويل، اكتشف ظاهرة فيزيائية جديدة غير معروفة حتى الآن، مما أدى إلى اختراق في تطوير أجهزة التصوير الإلكترونية. أطلق على الظاهرة الجديدة اسم مبدأ تخزين الشحنات. (مزيد من المعلومات: مبدأ تخزين الشحنة) سيتم حل مشكلة الحساسية المنخفضة للضوء مما يؤدي إلى انخفاض الناتج الكهربائي من الإرسال أو أنابيب الكاميرا من خلال إدخال تكنولوجيا تخزين الشحن من قبل المهندس الهنغاري
كالمان تيهاني في بداية عام 1925. كان حله عبارة عن أنبوب كاميرا يقوم بتجميع الشحنات الكهربائية (الإلكترونات الضوئية) وتخزينها داخل الأنبوب طوال كل دورة مسح. تم وصف الجهاز لأول مرة في طلب براءة اختراع قدمه في المجر في مارس 1926 لنظام تلفزيوني أطلق عليه اسم راديو سكوب. بعد مزيد من التحسينات التي تم تضمينها في طلب براءة الاختراع عام 1928،  تم إعلان براءة تيهاني باطلة في بريطانيا العظمى في عام 1930،  ولذا تقدم بطلب للحصول على براءات الاختراع في الولايات المتحدة. تظل فكرة كالمان تيهاني لتخزين الشحن مبدأ أساسيًا في تصميم أجهزة التصوير للتلفزيون حتى يومنا هذا.
في عام 1923، أثناء عمله لدى شركةويستينغهاوس الكتريك في بيتسبرغ بولاية بنسلفانيا، قدم المهندس الأمريكي الروسي المولد فلاديمير زوريكين مشروعًا لنظام تلفزيون إلكتروني بالكامل إلى المدير العام للشركة. في يوليو 1925، قدم زوريكين طلب براءة اختراع بعنوان نظام التليفزيون والذي تضمن لوحة تخزين شحنة مبنية من طبقة رقيقة من مادة عازلة (أكسيد الألومنيوم) محصورة بين شاشة (300 شبكة) ورواسب غروانية من مادة كهروضوئية (هيدريد البوتاسيوم) تتكون من الكريات المعزولة. يمكن قراءة الوصف التالي بين السطرين 1 و 9 في الصفحة 2: «يتم تبخير المادة الكهروضوئية، مثل هيدريد البوتاسيوم، على أكسيد الألومنيوم، أو وسط عازل آخر، ومعالجتها لتكوين ترسبات غروانية من هيدريد البوتاسيوم من الكريات الدقيقة. كل كرة كروية نشطة للغاية من الناحية الكهروضوئية وتشكل، لجميع المقاصد والأغراض، خلية كهروضوئية فردية دقيقة». نُقلت صورته الأولى في أواخر صيف عام 1925،  وصدرت براءة اختراع في عام 1928. ومع ذلك، فشلت جودة الصورة المنقولة في إقناع HP Davis ، المدير العام لشركة ويستينغهاوس إلكتريك، وطُلب من زوريكين «العمل على شيء مفيد». تم تسجيل براءة اختراع لنظام تلفزيوني أيضًا من قبل فلاديمير زوريكين في عام 1923، ولكن هذا التسجيل ليس مرجعًا نهائيًا لأنه تم إجراء مراجعات واسعة النطاق قبل إصدار براءة الاختراع بعد خمسة عشر عامًا  وتم تقسيم الملف نفسه إلى براءتي اختراع في عام 1931.
تم بناء أول منظار أيقوني عملي في عام 1931 من قبل سانفورد إيسيج، عندما ترك بطريق الخطأ ورقة الميكا الفضية في الفرن لفترة طويلة جدًا. عند الفحص بالمجهر، لاحظ أن الطبقة الفضية قد تحطمت إلى عدد لا يحصى من الكريات الفضية الصغيرة المعزولة. كما لاحظ أن «البعد الصغير للقطرات الفضية سيعزز دقة صورة منظار الأيقونات من خلال قفزة نوعية». كرئيس لتطوير التلفزيون في شركة راديو أمريكا (RCA) ، قدم فلاديمير زوريكين طلب براءة اختراع في نوفمبر 1931، وصدر في عام 1935. ومع ذلك، لم يكن فريق فلاديمير زوريكين هو المجموعة الهندسية الوحيدة التي تعمل على الأجهزة التي تستخدم لوحة تخزين الشحن. في عام 1932، تقدم مهندسو إي إم آي تحت إشراف اسحاق شوينبرج بطلب للحصول على براءة اختراع لجهاز جديد أطلقوا عليه اسم «ايمترون». بدأت خدمة البث المكونة من 405 خطوطًا التي تستخدم
ايمترون في الاستوديوهات في الكسندرا بالاس في عام 1936، وتم إصدار براءات الاختراع في المملكة المتحدة في عام 1934 وفي الولايات المتحدة في عام 1937.
تم تقديم أيقونة الأيقونة للجمهور في مؤتمر صحفي في يونيو 1933،  وتم نشر ورقتين تقنيتين مفصلتين في سبتمبر وأكتوبر من نفس العام. على عكس مُشرِّح الصور في فارنسورث، كان منظار الأيقونات زوريكين أكثر حساسية، ومفيدًا مع الإضاءة على الهدف بين 4 قدم-ج (43 lx) و 20 قدم-ج (215 lx). كما كان من الأسهل تصنيعها وإخراج صورة واضحة جدًا. كان منظار الأيقونة هو أنبوب الكاميرا الأساسي الذي استخدمه بث RCA من عام 1936 حتى عام 1946، عندما تم استبداله بأنبوب تقويم الصورة.

## سوبر اميترون وصورة منظار الأيقونات
كان منظار الأيقونات الأصلي صاخبًا، وكان يحتوي على نسبة عالية من التداخل مع الإشارة، وفي النهاية أعطى نتائج مخيبة للآمال، خاصة عند مقارنته بأنظمة المسح الميكانيكي عالية الدقة التي أصبحت متاحة بعد ذلك. قام فريق إي إم آي تحت إشراف اسحاق شورنبيرج بتحليل كيفية إنتاج اميترون (أو منظار الأيقونات) لإشارة إلكترونية وخلص إلى أن كفاءته الحقيقية كانت حوالي 5٪ فقط من الحد الأقصى النظري. وذلك لأن الإلكترونات الثانوية المنبعثة من فسيفساء لوحة تخزين الشحنة عندما تجتاح حزمة المسح عبرها قد تنجذب مرة أخرى إلى الفسيفساء الموجبة الشحنة، وبالتالي تحييد العديد من الشحنات المخزنة. أدرك ليبوس زنشكي ورودا أن أفضل حل هو فصل وظيفة انبعاث الصور عن وظيفة تخزين الشحن، وبالتالي أبلغوا نتائجهم إلى زوريكين.
أطلق على أنبوب كاميرا الفيديو الجديد الذي طوره ليبوس زنشكي ورودا ومس جي في عام 1934 اسم سوبر اميترون. هذا الأنبوب هو مزيج من محلل الصورة واميترون. يحتوي على كاثود ضوئي فعال يحول ضوء المشهد إلى صورة إلكترونية؛ ثم يتم تسريع الأخير نحو هدف مُعد خصيصًا لانبعاث الإلكترونات الثانوية. ينتج كل إلكترون فردي من صورة الإلكترون عدة إلكترونات ثانوية بعد الوصول إلى الهدف، بحيث يتم إنتاج تأثير تضخيم. يتكون الهدف من فسيفساء من الحبيبات المعدنية المعزولة كهربائيًا مفصولة عن الصفيحة المشتركة بطبقة رقيقة من مادة عازلة، بحيث يتم تخزين الشحنة الموجبة الناتجة عن الانبعاث الثانوي في الحبيبات. أخيرًا، تجتاح شعاع الإلكترون الهدف بشكل دوري، مما يؤدي إلى مسح الصورة المخزنة بشكل فعال، وتفريغ كل حبيبة، وإنتاج إشارة إلكترونية كما هو الحال في منظار الأيقونات.
كان سوبر اميترون أكثر حساسية بنحو عشرة إلى خمسة عشر مرة من أنابيب اميترون ومنضار الايقونات الأصلية، وفي بعض الحالات، كانت هذه النسبة أكبر بكثير. تم استخدامه لبث خارجي من قبل هيئة الإذاعة البريطانية، لأول مرة، في يوم الهدنة عام 1937، عندما كان بإمكان عامة الناس مشاهدة كيف وضع الملك إكليلاً من الزهور على النصب التذكاري في التلفزيون. كانت هذه هي المرة الأولى التي يمكن فيها لأي شخص أن يبث مشهدًا حيًا للشارع من كاميرات مثبتة على سطح المباني المجاورة.
أصبح رمز الصورة (سوبر ايكونو سكوب) هو المعيار الصناعي للبث العام في أوروبا من عام 1936 حتى عام 1960، عندما تم استبداله بأنابيب فيديكون وبلومبيكون. في الواقع، كان ممثل التقاليد الأوروبية في الأنابيب الإلكترونية ينافس التقليد الأمريكي المتمثل في ايميج اورثيكون. أنتجت شركة هيمان الألمانية سوبر ايكونو سكوب لدورة الألعاب الأولمبية في برلين عام 1936،  فيما بعد قام هيمان أيضًا بإنتاجه وتسويقه من عام 1940 إلى عام 1955،  أخيرًا أنتجت شركة فيليبس الهولندية وأنتجت منظار الصور والأيقونات المتعددة من عام 1952. إلى عام 1958.

### التشغيل
سوبر اميترون هو مزيج من محلل الصورة واميتيرون. يتم عرض صورة المشهد على كاثود ضوئي فعال شبه شفاف لفيلم مستمر يحول ضوء المشهد إلى صورة إلكترونية منبعثة من الضوء، ثم يتم تسريع الأخير (وتركيزه) عبر الحقول الكهرومغناطيسية نحو هدف مُعد خصيصًا لانبعاث الإلكترونات الثانوية. ينتج كل إلكترون فردي من صورة الإلكترون عدة إلكترونات ثانوية بعد الوصول إلى الهدف، بحيث يتم إنتاج تأثير تضخيم، وتتناسب الشحنة الموجبة الناتجة مع الكثافة المدمجة لضوء المشهد. يتكون الهدف من فسيفساء من الحبيبات المعدنية المعزولة كهربائياً مفصولة عن الصفيحة المشتركة بطبقة رقيقة من مادة عازلة، بحيث يتم تخزين الشحنة الموجبة الناتجة عن الانبعاث الثانوي في مكثف مكون من الحبيبات المعدنية والصفيحة المشتركة. أخيرًا، تجتاح شعاع الإلكترون الهدف بشكل دوري، مما يؤدي إلى مسح الصورة المخزنة بشكل فعال وتفريغ كل مكثف بدوره بحيث يكون الناتج الكهربائي من كل مكثف متناسبًا مع متوسط شدة ضوء المشهد بين كل حدث تفريغ (كما في منظار الأيقونات).
إن منظار الصورة مطابق بشكل أساسي لـ سوبر اميترون، لكن الهدف يتكون من طبقة رقيقة من مادة عازلة موضوعة فوق قاعدة موصلة، فسيفساء الحبيبات المعدنية مفقودة. لذلك، تنبعث الإلكترونات الثانوية من سطح المادة العازلة عندما تصل صورة الإلكترون إلى الهدف، ويتم تخزين الشحنات الإيجابية الناتجة مباشرة على سطح المادة المعزولة.

## اورثيكون وايميتيرون سي بي اس
كان منظار الأيقونات الأصلي صاخبًا جدًا  بسبب الإلكترونات الثانوية المنبعثة من الفسيفساء الكهروضوئية للوحة تخزين الشحنة عندما اجتاحها شعاع المسح. كان الحل الواضح هو مسح الفسيفساء بشعاع إلكترون منخفض السرعة ينتج طاقة أقل في المنطقة المجاورة للوحة بحيث لا تنبعث أي إلكترونات ثانوية على الإطلاق. أي، يتم عرض الصورة على الفسيفساء الكهروضوئية للوحة تخزين الشحن، بحيث يتم إنتاج الشحنات الموجبة وتخزينها هناك بسبب انبعاث الصور والسعة، على التوالي. يتم بعد ذلك تفريغ هذه الشحنات المخزنة برفق بواسطة حزمة مسح إلكترونية منخفضة السرعة ، مما يمنع انبعاث الإلكترونات الثانوية. لا يمكن امتصاص جميع الإلكترونات الموجودة في حزمة المسح في الفسيفساء، لأن الشحنات الإيجابية المخزنة تتناسب مع الكثافة المدمجة لضوء المشهد. ثم تنحرف الإلكترونات المتبقية مرة أخرى إلى القطب الموجب،  التقاطها بواسطة شبكة خاصة،  أو تنحرف مرة أخرى إلى مضاعف الإلكترون.
تتميز أنابيب شعاع المسح منخفضة السرعة بالعديد من المزايا؛ هناك مستويات منخفضة من الإشارات الزائفة وكفاءة عالية في تحويل الضوء إلى إشارة، بحيث يكون خرج الإشارة بحد أقصى. ومع ذلك، هناك مشاكل خطيرة أيضًا، لأن شعاع الإلكترون ينتشر ويتسارع في اتجاه موازٍ للهدف عندما يمسح حدود الصورة وزواياها، بحيث ينتج إلكترونات ثانوية ويحصل المرء على صورة مركزة جيدًا في المركز لكن ضبابية في الحدود. كان هنروتو من بين المخترعين الأوائل الذين اقترحوا في عام 1929 استخدام الإلكترونات منخفضة السرعة لتحقيق الاستقرار في إمكانات لوحة تخزين الشحن،  ولكن ليبوسنسكي وفريق إي إم آي كانوا أول المهندسين في نقل صورة واضحة ومركزة بشكل جيد مع مثل هذه أنبوب. تحسين آخر هو استخدام لوحة تخزين شحنة شبه شفافة. يتم بعد ذلك عرض صورة المشهد على الجانب الخلفي من اللوحة، بينما يقوم شعاع الإلكترون منخفض السرعة بمسح الفسيفساء الكهروضوئية في الجانب الأمامي. تسمح هذه التكوينات باستخدام أنبوب الكاميرا المستقيم، لأنه يمكن محاذاة المشهد المراد نقله ولوحة تخزين الشحن ومسدس الإلكترون واحدًا تلو الآخر.

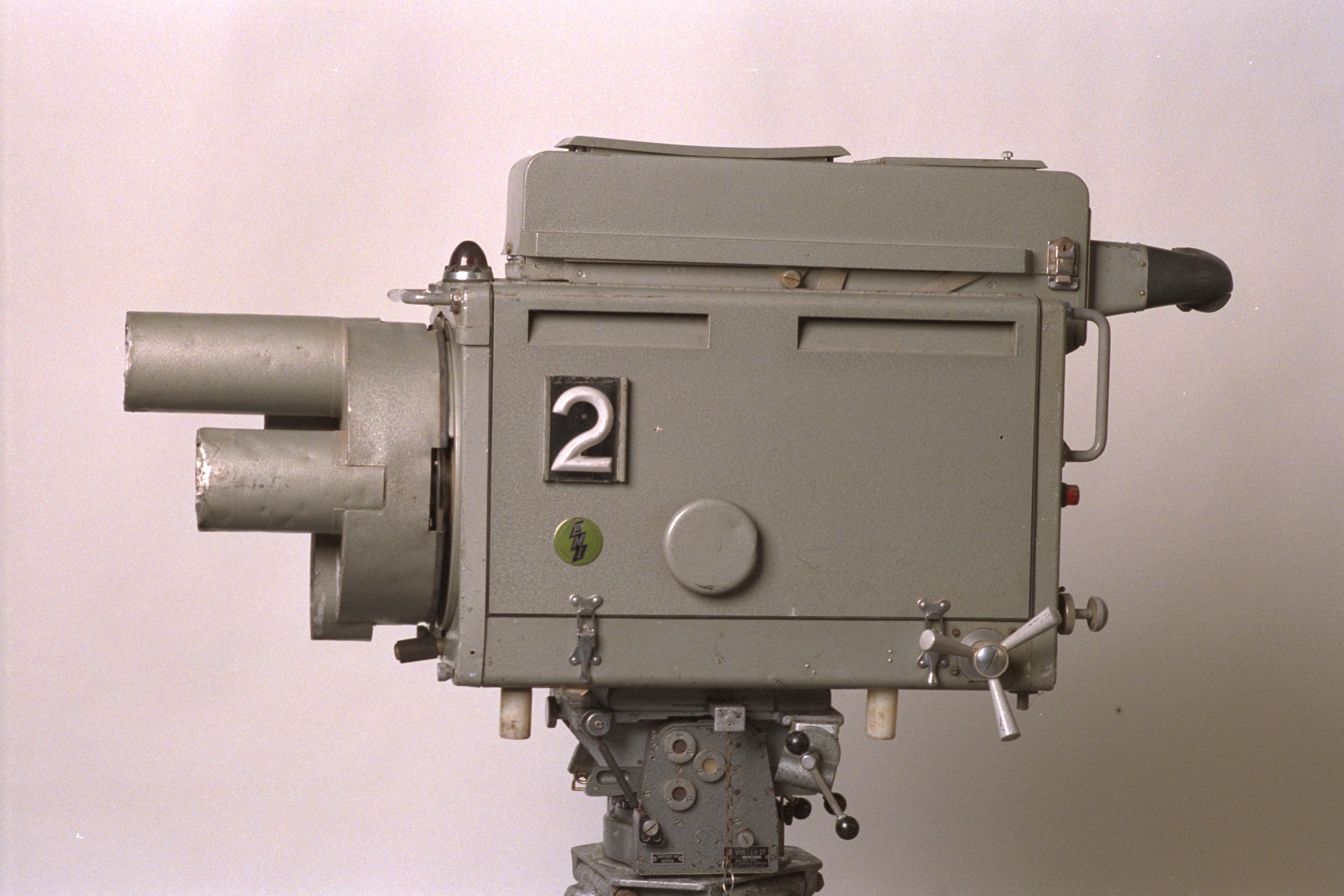
كاميرا تلفزيونية اميتيرون سي بي اس

تم اختراع أول أنبوب شعاع مسح ضوئي منخفض السرعة يعمل بكامل طاقته، اميتيرون سي بي اس، وعرضه من قبل فريق إي إم آي تحت إشراف السير إسحاق شوينبيرج. في عام 1934، قدم مهندسو إي إم آي ومس جي طلبًا للحصول على براءات اختراع لأنظمة الإرسال التلفزيوني حيث كانت لوحة تخزين الشحن محمية بزوج من الشبكات الخاصة، وكانت الشبكة السلبية (أو الموجبة قليلاً) قريبة جدًا من اللوحة، وكانت الشبكة الإيجابية. وضعت بعيدا. تم تقليل سرعة وطاقة الإلكترونات في حزمة المسح إلى الصفر بواسطة المجال الكهربائي المتباطئ الناتج عن هذا الزوج من الشبكات، وبالتالي تم الحصول على أنبوب شعاع مسح ضوئي منخفض السرعة. واصل فريق إي إم آي العمل على هذه الأجهزة، واكتشف ليبوسنزكسي في عام 1936 أنه يمكن إنتاج صورة واضحة إذا كان مسار شعاع المسح منخفض السرعة متعامدًا تقريبًا (متعامدًا) على لوحة تخزين الشحن في أحد الأحياء. أطلق على الجهاز الناتج اسم إمترون مستقر لإمكانيات الكاثود، أو سي بي إس إميترون. كان على الإنتاج الصناعي وتسويق اميتيرون سي بي اس الانتظار حتى نهاية الحرب العالمية الثانية.
على الجانب الآخر من المحيط الأطلسي، بدأ فريق شركة رايو امريكا بقيادة ألبرت روز العمل في عام 1937 على جهاز شعاع مسح ضوئي منخفض السرعة أطلقوا عليه اسم التقويم. حل روس ولامس مشكلة توجيه الحزمة وإبقائها في بؤرة التركيز عن طريق تثبيت لوحات انحراف مصممة خصيصًا وملفات انحراف بالقرب من لوحة تخزين الشحن لتوفير مجال مغناطيسي محوري موحد. كان التقويم هو الأنبوب المستخدم في العرض التليفزيوني لـ شركة رايو امريكا في معرض نيويورك العالمي عام 1939،  كان أداؤه مشابهًا لواحد منظار أيقونة الصورة،  ولكنه كان أيضًا غير مستقر تحت ومضات مفاجئة من الضوء الساطع، مما أدى إلى "المظهر" لقطرة كبيرة من الماء تتبخر ببطء فوق جزء من المشهد ".

### رمز الصورة

رسم تخطيطي لأنبوب تقويم الصورة

رمز الصورة (يُختصر أحيانًا IO)، كان شائعًا في البث الأمريكي من عام 1946 حتى عام 1968. مزيج من مشرح صورة والتكنولوجيات اورثيكون، واستبدال يقونوسكوب آلة للتصوير في الولايات المتحدة، الأمر الذي يتطلب قدرا كبيرا من الضوء على العمل بشكل كاف.
في حين أن يقونوسكوب آلة للتصوير واورثيكون وسيط يستخدم السعة بين العديد من هواة جمع الحساسة للضوء صغيرة ولكنها منفصلة ولوحة معزولة إشارة لقراءة معلومات الفيديو، واورثيكون صورة يعمل قراءات تهمة مباشرة من جامع المستمر اتهم إلكترونيا. كانت إشارة الناتجة المناعة لمعظم إشارة غريبة الحديث المتبادل من أجزاء أخرى من الهدف، ويمكن أن تسفر الصور المفصلة للغاية. على سبيل المثال، لا تزال ناسا تستخدم كاميرات الصور التقويمية لالتقاط صواريخ أبولو / ساتورن التي تقترب من المدار، على الرغم من أن شبكات التلفزيون قد أوقفت الكاميرات تدريجياً. هم فقط من يمكنهم تقديم تفاصيل كافية.
يمكن للكاميرا التقويمية للصور أن تلتقط صورًا تلفزيونية على ضوء الشموع بسبب المنطقة الحساسة للضوء الأكثر ترتيبًا ووجود مضاعف الإلكترون في قاعدة الأنبوب، والذي يعمل كمضخم عالي الكفاءة. كما أن لديها منحنى حساسية للضوء لوغاريتميًا مشابهًا للعين البشرية. ومع ذلك، فإنه يميل إلى التوهج في الضوء الساطع، مما يتسبب في ظهور هالة داكنة حول الجسم؛ تمت الإشارة إلى هذا الشذوذ على أنه ازدهار في صناعة البث عندما كانت أنابيب تقويم الصور قيد التشغيل. تم استخدام تقويم الصور على نطاق واسع في كاميرات التلفزيون الملون المبكرة، حيث كانت الحساسية المتزايدة للأنبوب ضرورية للتغلب على النظام البصري غير الفعال للكاميرا.
كان يشار إلى الأنبوب المتعامد للصورة في وقت ما بالعامية باسم ايمي. قرر هاري لوبكي، رئيس أكاديمية الفنون والعلوم التليفزيونية آنذاك، تسمية جائزتهم بهذا الاسم المستعار. نظرًا لأن التمثال كان أنثى، فقد تم تأنيثه إلى إيمي.

### التشغيل
يتكون تقويم الصورة من ثلاثة أجزاء: كاثود ضوئي مع مخزن صور (هدف)، وماسح ضوئي يقرأ هذه الصورة (مسدس إلكتروني)، ومضاعف إلكترون متعدد المراحل.
في مخزن الصور، يسقط الضوء على الكاثود الضوئي وهو عبارة عن لوحة حساسة للضوء بإمكانية سلبية للغاية (حوالي -600 V)، ويتم تحويلها إلى صورة إلكترونية (مبدأ مستعار من محلل الصورة). ثم يتم تسريع أمطار الإلكترون هذه نحو الهدف (لوحة زجاجية رفيعة جدًا تعمل بمثابة شبه عازل) عند الجهد الأرضي (0 V)، ويمر عبر شبكة سلكية دقيقة جدًا (حوالي 200 سلك لكل سم)، قريبة جدًا (بضع مئات من سنتيمترات) ومتوازية مع الهدف، وتعمل كشبكة شاشة بجهد موجب قليلاً (تقريبًا +2 الخامس). بمجرد وصول إلكترونات الصورة إلى الهدف ، فإنها تسبب تناثرًا للإلكان يشار إلى الأنبوب المتعامد للصورة في وقت ما بالعامية باسم ايمي. قرر هاري لوبكي ، رئيس أكاديمية الفنون والعلوم التليفزيونية آنذاك ، تسمية جائزتهم بهذا الاسم المستعار. نظرًا لأن التمثال كان أنثى ، فقد تم تأنيثه إلى إيمي. كترونات من خلال تأثير الانبعاث الثانوي. في المتوسط ، يقوم كل إلكترون بإخراج عدة إلكترونات متناثرة (وبالتالي إضافة تضخيم بواسطة انبعاث ثانوي)، ويتم امتصاص هذه الإلكترونات الزائدة بواسطة الشبكة الإيجابية لإزالة الإلكترونات بشكل فعال من الهدف وتسبب شحنة موجبة عليها فيما يتعلق بالضوء الساقط في الكاثود الضوئي. والنتيجة هي صورة مرسومة بشحنة موجبة ، حيث تحتوي الأجزاء الأكثر سطوعًا على أكبر شحنة موجبة.
يتم إنشاء حزمة من الإلكترونات شديدة التركيز (شعاع كاثود) بواسطة مسدس الإلكترون عند الإمكانات الأرضية ويتم تسريعها بواسطة الأنود (أول داينود لمضاعف الإلكترون) حول البندقية بجهد إيجابي عالي (تقريبًا +1500 الخامس). بمجرد أن يخرج من مسدس الإلكترون ، فإن قصوره الذاتي يجعل الشعاع يتحرك بعيدًا عن الدينود باتجاه الجانب الخلفي من الهدف. عند هذه النقطة ، تفقد الإلكترونات سرعتها وتنحرف بفعل ملفات الانحراف الأفقي والرأسي ، مما يؤدي إلى مسح الهدف بشكل فعال. بفضل المجال المغناطيسي المحوري لملف التركيز ، فإن هذا الانحراف ليس في خط مستقيم ، وبالتالي عندما تصل الإلكترونات إلى الهدف فإنها تفعل ذلك بشكل عمودي مع تجنب المكون الجانبي. يكون الهدف تقريبًا عند الأرض بشحنة موجبة صغيرة ، وبالتالي عندما تصل الإلكترونات إلى الهدف بسرعة منخفضة يتم امتصاصها دون إخراج المزيد من الإلكترونات. يضيف هذا شحنة سالبة إلى الشحنة الموجبة حتى تصل المنطقة التي يتم مسحها ضوئيًا إلى حد معين من الشحنة السالبة ، وعند هذه النقطة تنعكس إلكترونات المسح بالجهد السالب بدلاً من امتصاصها (في هذه العملية يستعيد الهدف الإلكترونات اللازمة للمسح التالي). تعود هذه الإلكترونات المنعكسة إلى أسفل أنبوب أشعة الكاثود باتجاه أول دينود لمضاعف الإلكترون المحيط بمدفع الإلكترون ذي الإمكانات العالية. عدد الإلكترونات المنعكسة هو مقياس خطي للشحنة الموجبة الأصلية للهدف ، والتي بدورها مقياس للسطوع.

### هالة داكنة
تستند «هالة اورثيكون» الغامضة الغامضة حول الأجسام الساطعة في صورة ملتقطة بتقويم العظام إلى حقيقة أن الإدخال / الإخراج يعتمد على انبعاث الإلكترونات الضوئية ، ولكن الإضاءة الساطعة للغاية يمكن أن تنتج المزيد منها محليًا أكثر مما يستطيع الجهاز التعامل معه بنجاح. في نقطة مضيئة للغاية على الصورة الملتقطة ، يتم إخراج عدد كبير من الإلكترونات من اللوحة الحساسة للضوء. قد يتم إخراج الكثير بحيث لا يمكن للنقطة المقابلة على شبكة التجميع أن تمتصهم بعد الآن ، وبالتالي يعودون إلى الأماكن المجاورة على الهدف بدلاً من ذلك ، مثلما يتناثر الماء في حلقة عند إلقاء صخرة فيها. نظرًا لأن الإلكترونات الناتجة لا تحتوي على طاقة كافية لإخراج المزيد من الإلكترونات إلى حيث تهبط ، فإنها بدلاً من ذلك ستعمل على تحييد أي شحنة موجبة تراكمت في تلك المنطقة. نظرًا لأن الصور المظلمة تنتج شحنة أقل إيجابية على الهدف ، فإن الإلكترونات الزائدة التي ترسبها البقعة ستتم قراءتها على أنها منطقة مظلمة بواسطة شعاع الإلكترون الماسح.
تم تطوير هذا التأثير بالفعل من قبل مصنعي الأنابيب إلى حد معين ، حيث أن كمية صغيرة يتم التحكم فيها بعناية من الهالة المظلمة لها تأثير في تنقية الصورة المرئية بسبب تأثير التباين. (أي إعطاء الوهم بأن تكون أكثر تركيزًا مما هو عليه في الواقع). إن أنبوب فيديكون اللاحق وأحفاده (انظر أدناه) لا يظهرون هذا التأثير ، وبالتالي لا يمكن استخدامه لأغراض البث حتى يمكن تطوير دوائر تصحيح تفصيلية خاصة.

### فيديكون
أنبوب فيديكون عبارة عن تصميم أنبوب كاميرا فيديو تكون فيه المادة المستهدفة عبارة عن موصل ضوئي. تم تطوير فيديكون في الخمسينيات من القرن الماضي في RCA بواسطة PK Weimer و SV Forgue و RR Goodrich كبديل بسيط لتقويم الصورة المعقدة هيكليًا وكهربائيًا. بينما كان الموصل الضوئي الأولي هو السيلينيوم ، تم استخدام أهداف أخرى - بما في ذلك مصفوفات الصمام الثنائي السليكوني.
إن فيديكون عبارة عن أنبوب كاميرا من نوع التخزين يتم فيه تشكيل نمط كثافة الشحنة بواسطة إشعاع المشهد المصور على سطح موصل ضوئي والذي يتم بعد ذلك مسحه ضوئيًا بواسطة حزمة من الإلكترونات منخفضة السرعة. يمكن استخدام الجهد المتذبذب المقترن بمكبر الفيديو لإعادة إنتاج المشهد الذي يتم تصويره. ستبقى الشحنة الكهربائية الناتجة عن الصورة في لوحة الوجه حتى يتم مسحها ضوئيًا أو حتى تتبدد الشحنة. باستخدام كهربي حراري المواد مثل كبريتات التراي جلسرين (TGS) كهدف، وفيديكون حساسة على جزء واسع من الأشعة تحت الحمراء الطيف  هو ممكن. كانت هذه التكنولوجيا مقدمة لتقنية ميكروبولومتر الحديثة ، وتستخدم بشكل رئيسي في الكاميرات الحرارية لمكافحة الحرائق.
قبل تصميم وبناء مسبار جاليليو للمشتري في أواخر السبعينيات إلى أوائل الثمانينيات ، استخدمت ناسا كاميرات فيديكون على جميع مسابر الفضاء السحيق غير المأهولة تقريبًا والمجهزة بقدرة الاستشعار عن بعد. تم استخدام أنابيب فيديكون أيضًا على متن أول ثلاثة أقمار صناعية لتصوير الأرض من لاندسات تم إطلاقها في عام 1972، كجزء من نظام تصوير فيديكون (RBV) الخاص بكل مركبة فضائية. تم استخدام Uvicon ، وهو متغير للأشعة فوق البنفسجية من قبل وكالة ناسا لمهام الأشعة فوق البنفسجية.
كانت أنابيب فيديكون شائعة في السبعينيات والثمانينيات ، وبعد ذلك أصبحت عفا عليها الزمن بواسطة مستشعرات الصور ذات الحالة الصلبة، مع الجهاز المقترن بالشحن (CCD) ثم مستشعر CMOS.
جميع الأنابيب والأنابيب المماثلة عرضة للتأخر في الصورة ، والمعروفة باسم الظلال ، والتلطيخ ، والحرق ، وذيول المذنب ، ومسارات اللوما ، وتفتح الإنارة. يكون تأخر الصورة مرئيًا كمسارات ملحوظة (عادةً ما تكون بيضاء أو ملونة) تظهر بعد تحرك كائن ساطع (مثل الضوء أو الانعكاس)، تاركًا أثرًا يتلاشى في النهاية في الصورة. لا يتحرك الممر نفسه ، بل يتلاشى تدريجياً مع مرور الوقت ، لذلك تتلاشى المناطق التي تم الكشف عنها أولاً قبل المناطق التي تم الكشف عنها لاحقًا. لا يمكن تجنبه أو القضاء عليه ، لأنه متأصل في التكنولوجيا. إلى أي مدى ستتأثر الصورة التي تم إنشاؤها بواسطة فيديكون ، ستعتمد على خصائص المادة المستهدفة المستخدمة في فيديكون ، وسعة المادة المستهدفة (المعروفة باسم تأثير التخزين) وكذلك مقاومة الحزمة الإلكترونية المستخدمة تفحص الهدف. كلما زادت سعة الهدف ،

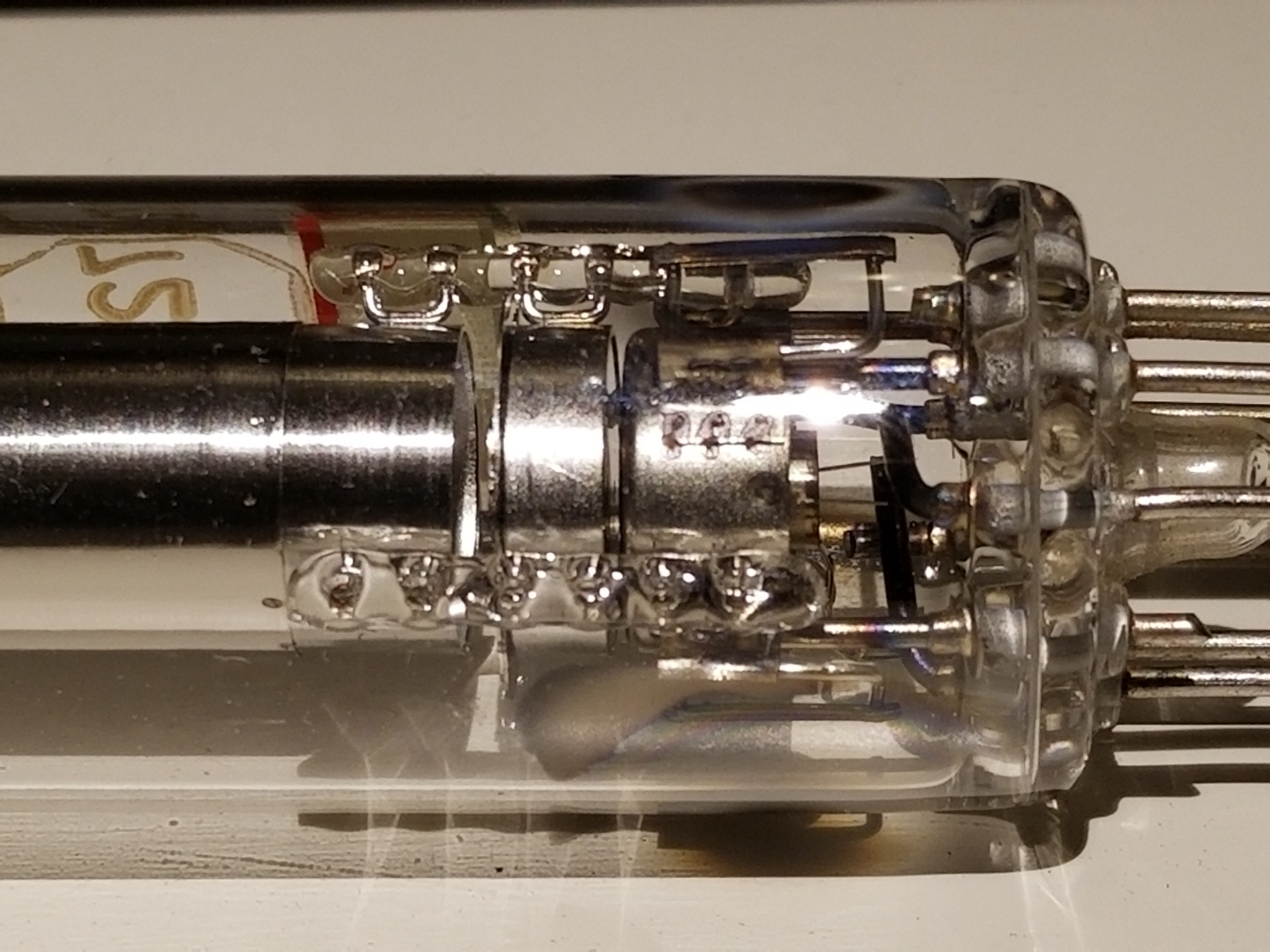
مسدس الإلكترون من أنبوب كاميرا شركة راديو أمريكا

زادت الشحنة التي يمكنه تحملها وزادت المدة التي يستغرقها المسار حتى يختفي. التهم المتبقية على الهدف تتبدد في النهاية مما يجعل المسار يختفي.

### بلومبيكون (1963)
بلومبيكون هي علامة تجارية مسجلة لشركة فيليبس منذ عام 1963، لأكسيد الرصاص (II) (PbO) الهدف. تستخدم هذه الأنابيب بشكل متكرر في تطبيقات كاميرات البث ، وهي ذات خرج منخفض ، ولكن نسبة إشارة إلى ضوضاء عالية. تتميز بدقة ممتازة مقارنة بتقويم الصور ، ولكنها تفتقر إلى الحواف الحادة اصطناعياً لأنابيب الإدخال والإخراج ، والتي تجعل بعض المشاهدين ينظرون إليها على أنها أكثر ليونة. اخترعت مختبرات CBS أول دوائر خارجية لتحسين الحواف لشحذ حواف الصور التي تم إنشاؤها بواسطة بلومبيكون. حصلت فيليبس على جائزة إيمي للتكنولوجيا والهندسة لعام 1966 عن بلومبيكون.

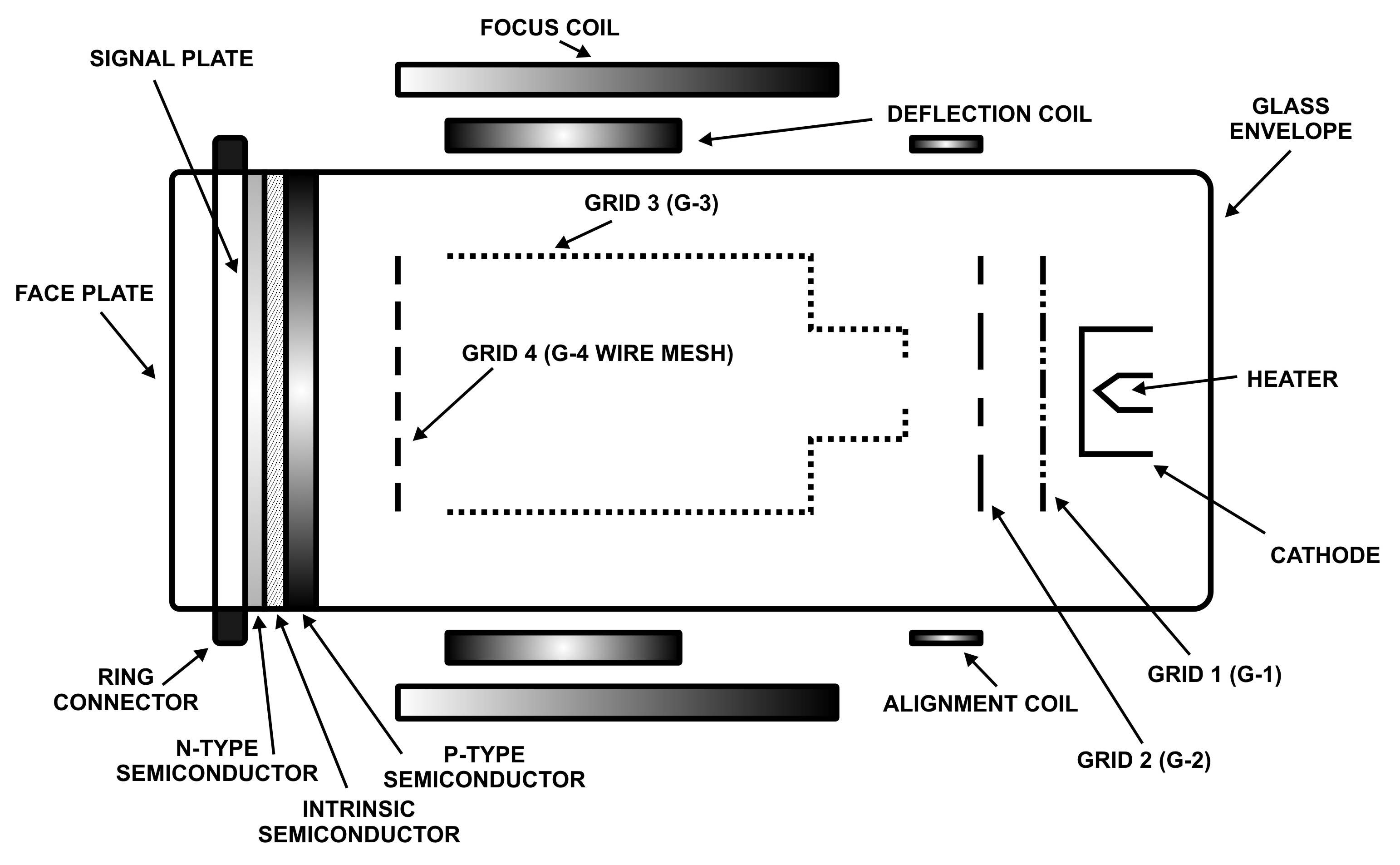
رسم تخطيطي لأنبوب بلومبيكون (هذه الصورة تخطيطية وليست بمقياس ؛ بلومبيكون له نفس شكل فيديكون.)

مقارنةً بـ ساتيكونس ، تتمتع بلومبيكون بمقاومة أعلى بكثير للاحتراق ، والتحف المذنبة والزائدة من الأضواء الساطعة في اللقطة. على الرغم من ذلك ، عادةً ما يكون لدى ساتيكون دقة أعلى قليلاً. بعد عام 1980، وإدخال أنبوب بلومبيكون بمسدس الصمام الثنائي ، كانت دقة كلا النوعين عالية جدًا ، مقارنة بالحدود القصوى لمعيار البث ، لدرجة أن ميزة دقة ساتيكون أصبحت موضع نقاش. بينما هاجرت كاميرات البث إلى أجهزة صلبة مقترنة بالشحن ، ظلت أنابيب بلومبيكون أداة تصوير أساسية في المجال الطبي. تم تصنيع بلومبيكون عالية الدقة لمعيار HD-MAC.
حتى عام 2016، كانت تصوير ناراغانسيت آخر شركة تصنع بلومبيكون ، باستخدام مصانع فيليبس التي تم بناؤها في رود آيلاند ، الولايات المتحدة الأمريكية. بينما كانت لا تزال جزءًا من فيليبس ، اشترت الشركة أعمال EEV (صمام كهربائي إنجليزي) أنبوب أكسيد الرصاص ، واكتسبت احتكارًا في إنتاج أنابيب أكسيد الرصاص.

### ساتيكون (1973)
ساتيكون هي علامة تجارية مسجلة لشركة هيتاشي منذ عام 1973، تم إنتاجها أيضًا بواسطة Thomson وسوني. تم تطويره في جهد مشترك من قبل مختبرات أبحاث هيتاشي و NHK بحوث العلوم والتكنولوجيا (NHK)هي هيئة الإذاعة اليابانية). يتكون سطحه من السيلينيوم مع كميات ضئيلة من الزرنيخ والتيلوريوم المضافة (سي اس تي) لجعل الإشارة أكثر استقرارًا. سات في الاسم مشتق من (سي اس تي). تتميز أنابيب ساتيكون بحساسية ضوئية متوسطة تعادل تلك الخاصة بـ 64 فيلم ASA. يمكن استخدام الموصل الضوئي غير المتبلور (HARP) عالي الكسب للانهيار الجليدي لزيادة حساسية الضوء حتى 10 أضعاف تلك الموجودة في الساتيكونات التقليدية. تم تصنيع ساتيكون لنظام سوني HDVS ، والذي يستخدم لإنتاج تلفزيون تناظري مبكر عالي الدقة باستخدام ترميز أخذ عينات نيكويست متعدد.

### باسيكون (1972)
تم تطوير نيكويست في الأصل بواسطة توشيبا في عام 1972 باسم سالنكون ، وهي علامة تجارية مسجلة لشركة Heimann GmbH منذ عام 1977. يتكون سطحه من ثالث أكسيد الكادميوم سيلينيد (CdSeO 3). نظرًا لاستجابته الطيفية الواسعة ، فقد تم تصنيفها على أنها سيلينيوم فيديكون بانكروماتيك ، ومن هنا جاء الاختصار «باسيكون».

### نيوفيكون (1973)
نيوفيكون هي علامة تجارية مسجلة لشركة ياناسونيك منذ عام 1973. تتميز أنابيب نيوفيكون بحساسية عالية للضوء. يتكون سطحه من مزيج من سيلينيد الزنك (ZnSe) وتيلوريد الزنك والكادميوم (ZnCdTe).

### ترينيكون (1971)
ترينيكون هي علامة تجارية مسجلة لشركة سوني منذ عام 1971. يستخدم مرشح ألوان RGB مخطط عموديًا فوق اللوحة الأمامية لأنبوب تصوير فيديكون قياسي آخر لتقسيم المسح الضوئي إلى مقاطع حمراء وخضراء وزرقاء مقابلة. تم استخدام أنبوب واحد فقط في الكاميرا ، بدلاً من أنبوب لكل لون ، كما هو معتاد في الكاميرات الملونة المستخدمة في البث التلفزيوني. يتم استخدامه في الغالب في الكاميرات الاستهلاكية منخفضة الجودة ، مثل طرازي HVC-2200 و HVC-2400، على الرغم من أن سوني استخدمته أيضًا في بعض الكاميرات الاحترافية ذات التكلفة المعتدلة في الثمانينيات ، مثل طرازي DXC-1800 و BVP-1.
على الرغم من أن فكرة استخدام مرشحات شريط الألوان فوق الهدف لم تكن جديدة ، إلا أن ترينيكون كان الأنبوب الوحيد الذي يستخدم ألوان RGB الأساسية. استلزم هذا وجود قطب كهربائي إضافي مدفون في الهدف لاكتشاف مكان شعاع الإلكترون الماسح بالنسبة إلى مرشح الشريط. استخدمت أنظمة خطوط الألوان السابقة الألوان حيث كانت دوائر الألوان قادرة على فصل الألوان تمامًا عن السعات النسبية للإشارات. نتيجة لذلك ، تميزت ترينيكون بنطاق ديناميكي أكبر من العمليات.

### التحيز الخفيف
تمكنت جميع أنابيب نوع فيديكون باستثناء فيديكون نفسها من استخدام تقنية انحياز الضوء لتحسين الحساسية والتباين. عانى الهدف الحساس للضوء في هذه الأنابيب من محدودية أن مستوى الضوء يجب أن يرتفع إلى مستوى معين قبل أن ينتج عن أي إخراج فيديو. كان انحياز الضوء طريقة يتم من خلالها إضاءة الهدف الحساس للضوء من مصدر ضوئي بما يكفي فقط بحيث لا يتم الحصول على ناتج ملموس ، ولكن زيادة طفيفة في مستوى الضوء من المشهد كانت كافية لتوفير ناتج واضح. جاء الضوء إما من إنارة مثبتة حول الهدف ، أو من كاميرات أكثر احترافية من مصدر ضوء على قاعدة الأنبوب وموجه إلى الهدف بواسطة أنابيب ضوئية. لن تعمل هذه التقنية مع أنبوب فيديكون الأساسي لأنها عانت من قيود تتمثل في أنه نظرًا لأن الهدف كان عازلًا بشكل أساسي ، فإن مستوى الإضاءة المنخفضة الثابت يبني شحنة من شأنها أن تظهر كشكل من أشكال الضباب. الأنواع الأخرى كان لها أهداف شبه موصلة لا تحتوي على هذه المشكلة.

## الكاميرات الملونة
استخدمت كاميرات الألوان المبكرة الأسلوب الواضح المتمثل في استخدام أنابيب صور منفصلة باللونين الأحمر والأخضر والأزرق جنبًا إلى جنب مع فاصل الألوان، وهي تقنية لا تزال مستخدمة مع كاميرات الحالة الصلبة 3CCD حتى اليوم. ‏ كان من الممكن أيضًا إنشاء كاميرا ملونة تستخدم أنبوب صورة واحد. تم بالفعل وصف تقنية واحدة (Trinicon أعلاه). كان الأسلوب الأكثر شيوعًا والأبسط من وجهة نظر إنشاء الأنبوب هو تراكب الهدف الحساس للضوء بفلتر مخطط ملون به نمط دقيق من الخطوط الرأسية من المرشحات الخضراء والسماوية والشفافة (أي أخضر ؛ أخضر وأزرق ؛ وأخضر ، أزرق والأحمر) يتكرر عبر الهدف. كانت ميزة هذا الترتيب أنه بالنسبة لكل لون تقريبًا ، كان مستوى الفيديو للمكون الأخضر دائمًا أقل من السماوي ، وبالمثل كان السماوي دائمًا أقل من الأبيض. وبالتالي يمكن فصل الصور المساهمة بدون أي إلكترودات مرجعية في الأنبوب. إذا كانت المستويات الثلاثة هي نفسها ، فهذا الجزء من المشهد كان أخضر. عانت هذه الطريقة من عيوب تتمثل في أن مستويات الضوء تحت المرشحات الثلاثة كانت شبه مؤكدة ، حيث لا يمر المرشح الأخضر أكثر من ثلث الضوء المتاح.
توجد اختلافات في هذا المخطط ، يتمثل العامل الأساسي في استخدام مرشحين مع وجود خطوط لونية متراكبة بحيث تشكل الألوان أشكال معينات موجهة رأسياً تغلف الهدف. طريقة استخراج اللون متشابهة.

### نظام الألوان المتسلسل الميداني
خلال الثلاثينيات والأربعينيات من القرن الماضي ، تم تطوير أنظمة الألوان المتسلسلة الميدانية والتي تستخدم أقراص مرشح الألوان المتزامنة التي تعمل بمحرك في أنبوب صورة الكاميرا وفي جهاز استقبال التلفزيون. يتألف كل قرص من مرشحات ملونة شفافة باللون الأحمر والأزرق والأخضر. في الكاميرا ، كان القرص في المسار البصري ، وفي جهاز الاستقبال ، كان أمام CRT. تمت مزامنة دوران القرص مع المسح الرأسي بحيث يكون كل مسح عمودي بالتسلسل لونًا أساسيًا مختلفًا. سمحت هذه الطريقة لأنابيب الصور العادية بالأبيض والأسود و CRT بتوليد وعرض صور ملونة. تم عرض نظام تسلسل الحقل الذي طوره بيتر غولدمارك لشبكة سي بي إس في 4 سبتمبر 1940،  وتم عرضه لأول مرة على عامة الناس في 12 يناير 1950. طور غييرموغونزاليس كامارينا بشكل مستقل نظام قرص ملون متتابع ميداني في المكسيك في أوائل الأربعينيات من القرن الماضي ، حيث طلب براءة اختراع في المكسيك في 19 أغسطس من عام 1940 وفي الولايات المتحدة في عام 1941. أنتج غونزاليس كامارينا نظام التلفزيون الملون الخاص به في مختبره Gon-Cam للسوق المكسيكية وصدره إلى كلية كولومبيا في شيكاغو ، التي اعتبرته أفضل نظام في العالم.

## التركيز المغناطيسي في أنابيب الكاميرا النموذجية
تم اكتشاف الظاهرة المعروفة باسم التركيز المغناطيسي بواسطة AA Campbell-Swinton في عام 1896، ووجد أن المجال المغناطيسي الطولي الناتج عن ملف محوري يمكنه تركيز شعاع إلكتروني. تم تأكيد هذه الظاهرة على الفور من قبل جون اميروز فلمنج، وقدم هانز بوش تفسيرًا رياضيًا كاملاً في عام 1926.
توضح الرسوم البيانية في هذه المقالة أن ملف التركيز يحيط بأنبوب الكاميرا ؛ وهي أطول بكثير من ملفات التركيز الخاصة بأجهزة تلفزيون CRTs السابقة. تحتوي ملفات تركيز أنبوب الكاميرا ، في حد ذاتها ، على خطوط قوة متوازية ، تختلف تمامًا عن هندسة المجال المغناطيسي شبه الحلقي المحلية داخل ملف تركيز CRT في مستقبل التلفزيون. هذا الأخير هو في الأساس عدسة مغناطيسية؛ يقوم بتركيز «التقاطع» (بين كاثود CRT وقطب G1 ، حيث تلتصق الإلكترونات ببعضها وتتباعد مرة أخرى) على الشاشة.
تختلف البصريات الإلكترونية لأنابيب الكاميرا اختلافًا كبيرًا. تتخذ الإلكترونات الموجودة داخل ملفات التركيز الطويلة مسارات حلزونية أثناء انتقالها على طول الأنبوب. المركز (فكر بالمحور المحلي) لإحدى تلك اللوالب يشبه خط قوة المجال المغناطيسي. أثناء انتقال الإلكترونات ، لا تهم الحلزونات بشكل أساسي. بافتراض أنها تبدأ من نقطة ، ستركز الإلكترونات على نقطة مرة أخرى على مسافة تحددها قوة المجال. إن تركيز الأنبوب بهذا النوع من الملف هو ببساطة مسألة قطع تيار الملف. في الواقع ، تتحرك الإلكترونات على طول خطوط القوة ، على الرغم من أنها حلزونية ، بالتفصيل.
تكون ملفات التركيز هذه في الأساس بطول الأنابيب نفسها ، وتحيط بنير الانحراف (الملفات). تعمل مجالات الانحراف على ثني خطوط القوة (مع عدم تركيز ضئيل)، وتتبع الإلكترونات خطوط القوة.
في CRT التقليدي المنحرف مغناطيسيًا ، كما هو الحال في مستقبل التلفزيون أو شاشة الكمبيوتر ، تكون ملفات الانحراف العمودي بشكل أساسي مكافئة للملفات الملتفة حول محور أفقي. هذا المحور عمودي على رقبة الأنبوب ؛ خطوط القوة أفقية بشكل أساسي. (بالتفصيل ، تمتد الملفات الموجودة في نير الانحراف مسافة ما وراء عنق الأنبوب ، وتقع بالقرب من توهج المصباح ؛ ولها مظهر مميز حقًا.)
في أنبوب الكاميرا المركّز مغناطيسيًا (توجد فيديكونات مركزة إلكتروستاتيكيًا)، تكون ملفات الانحراف الرأسي أعلى وأسفل الأنبوب ، بدلاً من أن تكون على جانبيها. قد يقول المرء أن هذا النوع من الانحراف يبدأ في تكوين انحناءات على شكل حرف S في خطوط القوة ، لكنه لا يصبح قريبًا من هذا الحد الأقصى.

## مقاس
حجم أنابيب كاميرا الفيديو هو ببساطة القطر الخارجي الكلي للمغلف الزجاجي. هذا يختلف عن حجم المنطقة الحساسة للهدف والتي عادة ما تكون ثلثي حجم القطر الكلي. يتم التعبير عن أحجام الأنبوب دائمًا بالبوصة لأسباب تاريخية. يحتوي أنبوب الكاميرا مقاس بوصة واحدة على منطقة حساسة تبلغ حوالي ثلثي البوصة على القطر أو حوالي 16 مم.
على الرغم من أن حجم التنسيق البصري لا علاقة له بأي معلمة فيزيائية للمستشعر ، فإن استخدامه يعني أن العدسة التي كان من الممكن استخدامها مع (على سبيل المثال) أنبوب كاميرا بأربع بوصات ستعطي تقريبًا نفس زاوية الرؤية عند استخدامها مع مادة صلبة -مستشعر الحالة بصيغة بصرية تبلغ أربعة أثلاث البوصات.

## الاستخدام المتأخر والرفض
وصل العمر الافتراضي لتقنية أنابيب الفيديو إلى التسعينيات ، عندما تم استخدام أنابيب فيديو ذات 1035 خطًا عالية الدقة في نظام البث MUSE HD المبكر. بينما تم اختبار CCDs لهذا التطبيق ، اعتبارًا من عام 1993، ما زال المذيعون يرون أنها غير كافية بسبب مشكلات تحقيق الدقة العالية اللازمة دون المساس بجودة الصورة مع الآثار الجانبية غير المرغوب فيها.
توفر الأجهزة الحديثة المقترنة بالشحن (CCD) وأجهزة الاستشعار القائمة على CMOS العديد من المزايا على نظيراتها الأنبوبية. يتضمن ذلك عدم وجود تأخر في الصورة ، وجودة صورة عامة عالية ، وحساسية عالية للضوء ونطاق ديناميكي ، ونسبة إشارة إلى ضوضاء أفضل، وموثوقية وصلابة أعلى بشكل ملحوظ. تشمل المزايا الأخرى التخلص من مصادر الطاقة ذات الجهد العالي والمنخفض المطلوبة لشعاع الإلكترون وفتيل السخان، والقضاء على دائرة القيادة لملفات التركيز ، وعدم وجود وقت إحماء واستهلاك إجمالي أقل بكثير للطاقة. على الرغم من هذه المزايا ، لم يكن قبول ودمج أجهزة استشعار الحالة الصلبة في كاميرات التلفزيون والفيديو أمرًا فوريًا. كانت المستشعرات المبكرة ذات دقة وأداء أقل من أنابيب الصور ، وتم نقلها في البداية إلى معدات تسجيل الفيديو على مستوى المستهلك.
أيضًا ، تقدمت أنابيب الفيديو إلى مستوى عالٍ من الجودة وكانت معدات إصدار قياسية للشبكات وكيانات الإنتاج. كان لهذه الكيانات استثمارات كبيرة ليس فقط في الكاميرات الأنبوبية ، ولكن أيضًا في المعدات الإضافية اللازمة لمعالجة الفيديو المشتق من الأنبوب بشكل صحيح. أدى التحول إلى مستشعرات الصور ذات الحالة الصلبة إلى جعل الكثير من تلك المعدات (والاستثمارات التي تقف وراءها) قديمة وتطلب معدات جديدة محسّنة للعمل بشكل جيد مع مستشعرات الحالة الصلبة ، تمامًا كما تم تحسين المعدات القديمة لمقاطع الفيديو ذات المصدر الأنبوبي.

## روابط خارجية
- Orthicon: موجز للتاريخ والوصف والرسم البياني.
- موقع أنبوب أشعة الكاثود
- تقنية اتفاقية مكافحة التصحر - نبذة تاريخية
- متحف التلفزيون الألماني مع الكثير من المعرفة (باللغة الألمانية)
- تم عرض معظم قنوات التلفزيون وشرحت بعناية (باللغة الألمانية)